# Bactra distinctana
Bactra distinctana es una especie de polilla del género Bactra, categorizada en la tribu Olethreutini, de la subfamilia Olethreutinae.

## Distribución
Se distribuye por Madagascar.

## Taxonomía
Fue descrita por Mabille en 1900 y publicada en (Bactra), Annls Soc. ent. Fr. 68(1899): 751.